# Суворове (Кривий Ріг)
Суво́рове (також іноді Суворово, І́мені Суво́рова) — житловий масив Довгинцівського району Кривого Рогу, закладений у 30-х рр. ХХ століття.
Розвитку набув у 70-80-х рр. Складається з 25 вулиць. Має 1996 приватних будинків, мешкає 4875 осіб.